# Straßenbahn Opava
Die Straßenbahn Opava war ein meterspuriger Straßenbahnbetrieb im heutigen Tschechien. Das kleine Netz lag in der früheren schlesischen Landeshauptstadt Opava (Troppau) und wurde 1956 zugunsten eines Oberleitungsbusses aufgegeben.

## Geschichte
Am 11. Oktober 1899 sprach sich der Stadtrat von Troppau für die Einführung einer Straßenbahn aus. Der Olmützer Ingenieur Rudolf Hänsel legte ein Angebot zum Bau eines Kraftwerks vor, um sowohl eine Straßenbahn als auch die Straßenbeleuchtung mit elektrischer Energie versorgen zu können. Der Stadtrat beschäftigte sich im Dezember 1900 mit diesem Angebot. Am 5. September 1903 schloss der Stadtrat mit der Firma Reuter & Co. aus Wien einen Vertrag zur Errichtung eines Elektrizitätswerkes und der Straßenbahn. Der Bau der Straßenbahn begann am 1. Mai 1904 nach Fertigstellung des Elektrizitätswerkes.
Am 20. September 1904 erhielt die Landeshauptstadt Troppau die Konzession „zum Baue und Betriebe einer mit elektrischer Kraft zu betreibenden schmalspurigen Kleinbahn im Gebiete der Landeshauptstadt Troppau, welche die Linien
a) vom Nordbahnhofe über den Oberring und den Franz Josefsplatz zum Landeskrankenhause,
b) vom Franz Josefsplatz bis zur Schießstätte und
c) vom Oberring bis zur Stadtgrenze gegen Katharein“
umfasste.
Der Betrieb der Bahn wurde vom Stadtrat am 4. März 1905 an die Elektrizitäts-Gesellschaft m.b.H. mit Sitz in Eger vergeben. Der Betriebsvertrag lief bis zum 31. Dezember 1938.
Die Straßenbahn wurde am 4. Dezember 1905 feierlich eröffnet. In Betrieb gingen die Linien vom Landeskrankenhaus zum Nordbahnhof und von der Schießstätte nach Katharein. Der Fahrpreis für eine Einzelfahrt betrug einheitlich 14 Heller. Dafür waren Selbstbedienungs-Zahlkassen nach einem System der Chemnitzer Firma Baum in jedem Wagen installiert. Dafür wurden metallene Wertmarken in vier- und achteckiger Form im Vorverkauf ausgegeben. Sie sind bis heute im Numismatikfachhandel erhältlich. Remise und Kraftwerk lagen an der Jägerndorferstraße (heute: Krnovská) im Westen der Stadt.
Im Jahr 1912 beschloss der Stadtrat einige Erweiterungen des Liniennetzes. Am 21. Dezember 1914 erhielt die Stadtgemeinde Troppau die Konzession für die Erweiterungen
„a) vom Oberringe durch die Sperrgasse, über den Beethovenplatz und durch die Ottendorferstraße bis zum Eingange des Kommunalfriedhofes, und
b) vom Landeskrankenhause auf der Olmützerstraße zur Landesirrenanstalt …“

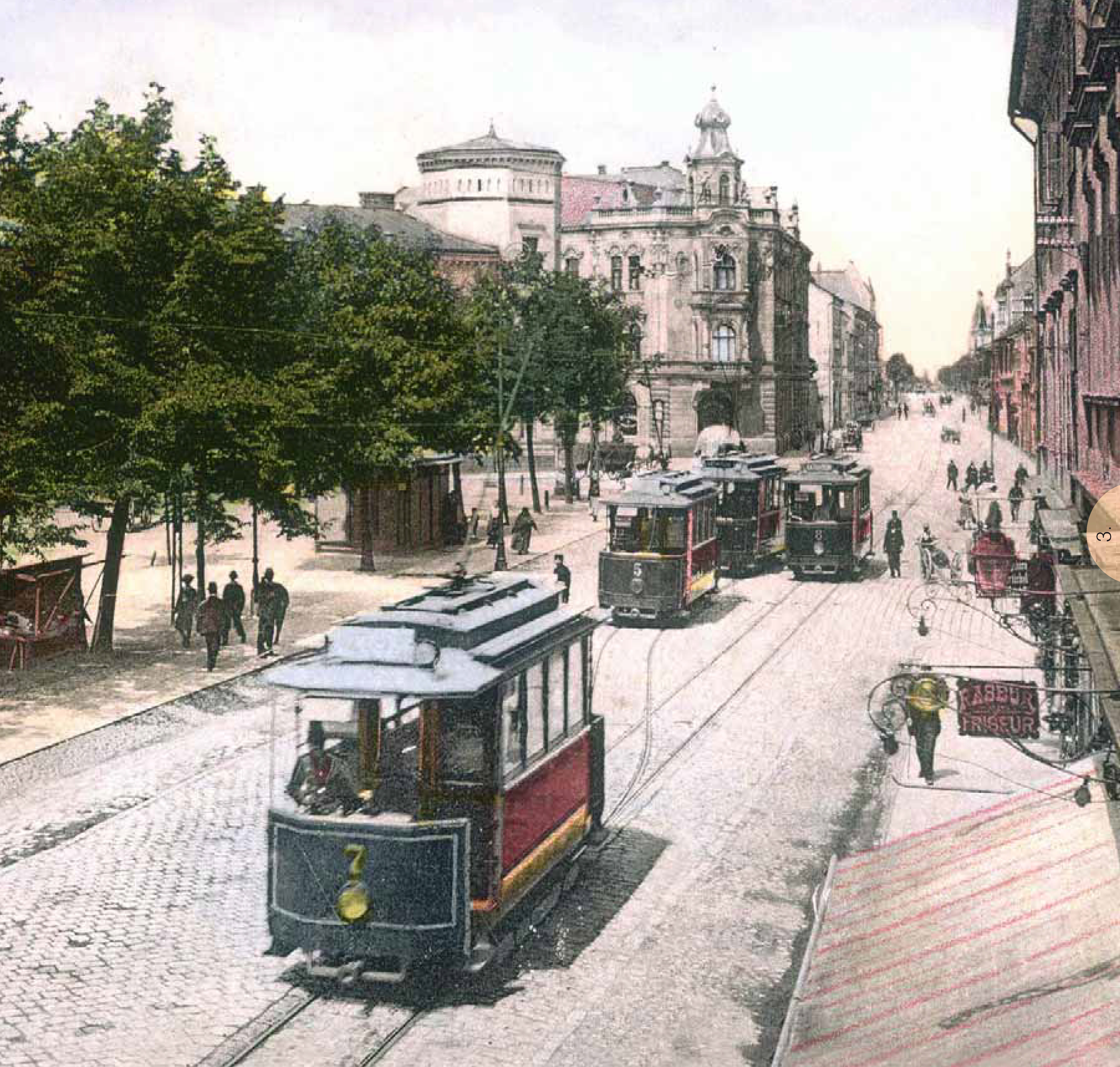
Ausweiche und Abzweig zur Landesirrenanstalt auf dem Franz-Josefs-Platz (heute: Náměstí Republiky) mit den Wagen 5, 7 und 8 (1911)

Die 400 Meter lange Streckenerweiterung vom Landeskrankenhaus zur Landesirrenanstalt ging am 2. Oktober 1912 in Betrieb. Die neue Strecke vom Oberring zum Städtischen Friedhof wurde am 21. Dezember 1912 eröffnet. Am Nordbahnhof (nach 1919: Opava východní nádraží / Troppau Ostbahnhof) wurde zudem noch eine Erweiterung zum Güterbahnhof gebaut, die am 5. Dezember 1919 in Betrieb ging. Die Straßenbahn übernahm fortan den Transport von Steinkohle zum Städtischen Elektrizitätswerk.
Nach dem Zerfall Österreich-Ungarns infolge des Ersten Weltkrieges lag Troppau auf dem Gebiet des neugegründeten Staates Tschechoslowakei. Für den Bahnbetrieb bedeutete das die Einführung konsequenter Zweisprachigkeit, wobei die tschechische Sprache an erster Stelle stehen musste. So wurden etwa die Zielschilder an den Straßenbahnzügen entsprechend geändert.
Liniennetz 1922
| Linie | Verlauf |
| ----- | --- |
| 1     | Landesirrenanstalt – Republikplatz – Stadttheater – Ostbahnhof Zemský Ústav pro duševně choré – Náměstí Republiky – Městské divadlo – Východní nádraží |
| 2     | Stadtpark – Republikplatz – Stadttheater – Katharein Městský sad – Náměstí Republiky – Městské divadlo – Kateřinky                                     |
| 3     | Stadttheater – Krematorium Městské divadlo – Městský hřbitov                                                                                           |

Ab 1. Oktober 1938 lag das Sudetenland und damit auch Troppau und das Umland infolge des Münchner Abkommens auf deutschem Staatsgebiet. Rechtlich kam nun die in Deutschland gültige Straßenbahn-Bau- und Betriebsordnung zur Anwendung. Die tschechischen Beschilderungen verschwanden wieder. Im Mai 1941 beschloss der Stadtrat die Einstellung des Straßenbahnbetriebs und den Ersatz durch einen modernen Oberleitungsbus. Der Zweite Weltkrieg und seine Folgen ließen das Vorhaben vorerst obsolet werden. Am Ende des Zweiten Weltkrieges musste der Straßenbahnbetrieb infolge von Kampfhandlungen am 21. April 1945 eingestellt werden.
Am 22. April 1945 wurde Troppau von der Roten Armee besetzt. Nach Kriegsende kam die Stadt wieder zur Tschechoslowakei und ein großer Teil der deutschböhmischen Bewohner wurde bis 1946 des Landes verwiesen. Es galten fortan nur noch die tschechischen Namen.
Nach Beseitigung der Kriegsschäden wurde der Straßenbahnbetrieb am 1. November 1946 zunächst auf der Linie 3 wieder aufgenommen. Ab 7. April 1947 wurden alle Linien wieder befahren.

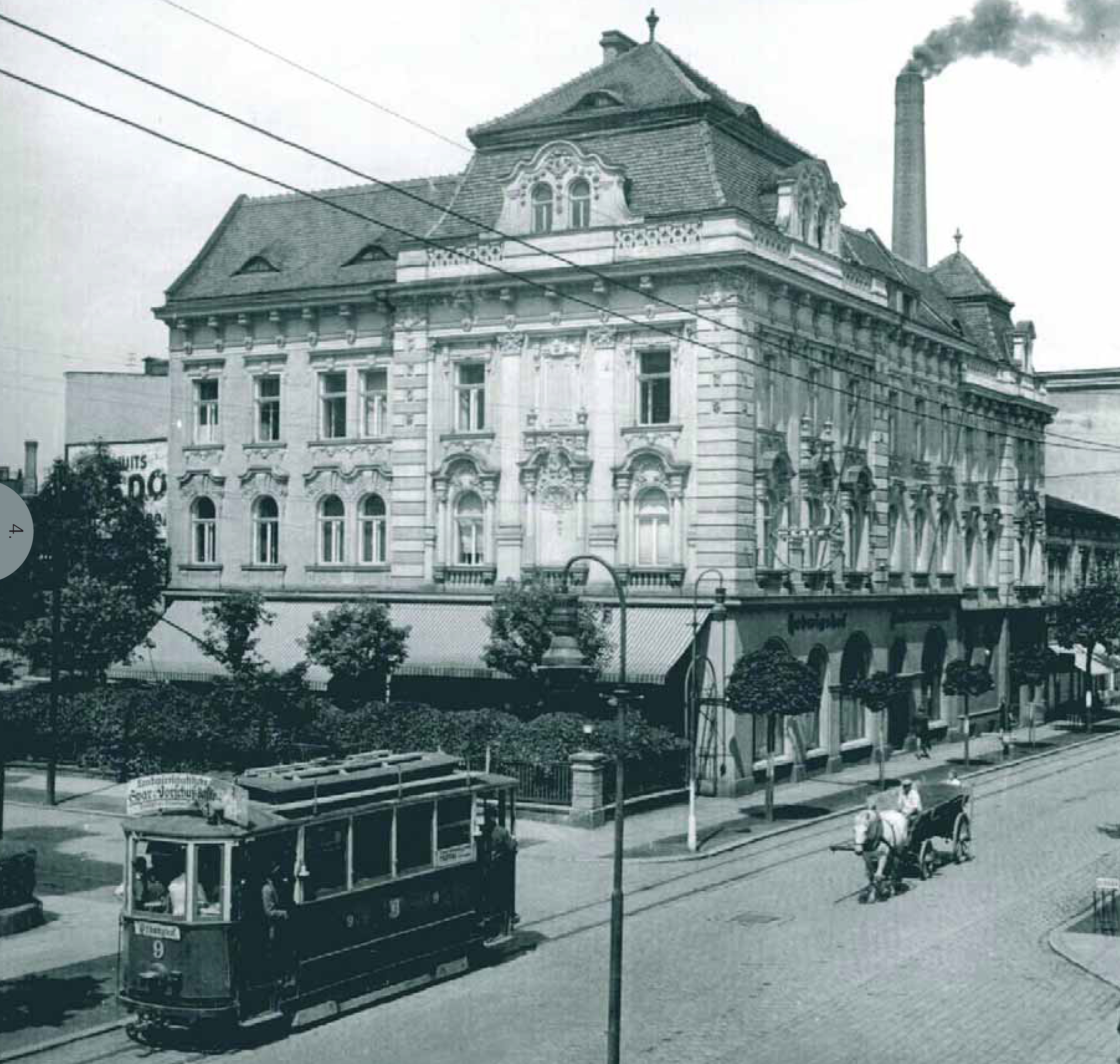
Die Strecke zur Landesirrenanstalt verlief in der Olmützer Straße (heute: Olomoucká). Wagen 9 fährt in Richtung Ostbahnhof (nach 1939)

Als letzte Erweiterungen gingen am 14. August 1948 die Strecken von U městské cihelny nach Jaktař und von Kateřinky nach Švedská kaple neu in Betrieb.
Liniennetz 1948
| Linie | Verlauf                                                                                         |
| ----- | ----------------------------------------------------------------------------------------------- |
| 1     | Ústav pro nervově choré – Náměstí Obránců míru – Městské divadlo – Nádraží Opava Východ         |
| 2     | Jaktař – U městské cihelny – Náměstí Obránců míru – Městské divadlo – Kateřinky – Švedská kaple |
| 2A    | Městské sady – U městské cihelny                                                                |
| 3     | Městské divadlo – Městský hřbitov                                                               |

Im Jahr 1950 wurde erneut der Beschluss gefasst, die Straßenbahn durch einen Oberleitungsbus zu ersetzen. Am 24. Mai 1950 wurde die Linie 3 zum städtischen Friedhof aufgegeben und ab 8. November 1951 verkehrte die Line 1 nur noch bis zum Krankenhaus. Am 23. August 1952 wurden dann die Linien 1 und 2A ganz eingestellt. Am nächsten Tag ging als Ersatz die erste Oberleitungsbuslinie zwischen Ostbahnhof und Krankenhaus in Betrieb. Ab dem 24. Dezember 1953 verkehrte die Straßenbahn nur noch auf der Line 2 zwischen Náměstí Obránců míru und Švedská kaple.
Am 22. April 1956 wurde der verbliebene Straßenbahnbetrieb zugunsten des Oberleitungsbusses ganz eingestellt. Heute werden fast alle früheren Straßenbahnstrecken vom Oberleitungsbus bedient. Eine Erweiterung des Netzes über die früheren Straßenbahnendstellen hinaus fand dabei nur in unwesentlichem Ausmaß statt.

## Fahrzeuge

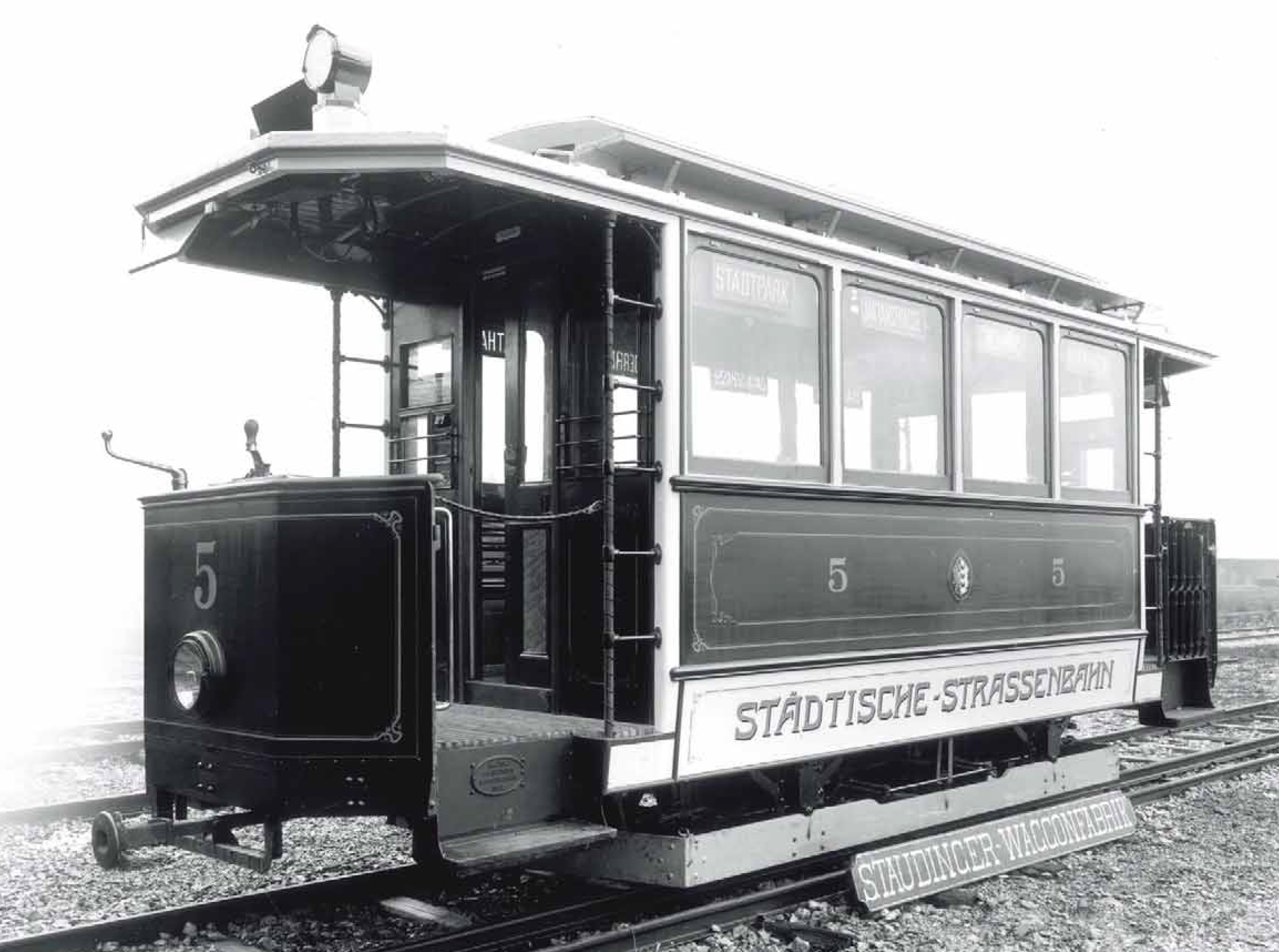
Triebwagen 5 (Werkfoto)

Die Troppauer Städtische Straßenbahn erwarb 1904 als Erstausstattung neun zweiachsige Triebwagen von der Staudinger Waggonfabrik, deren elektrische Ausrüstung von der Österreichischen Union Elektricitäts-Gesellschaft zugeliefert wurde. Dazu kamen 1912 weitere drei weitgehend baugleiche Wagen mit elektrischer Ausrüstung der AEG. Weiters gelangten noch einige ehemalige Pferdebahnbeiwagen von der Straßenbahn Linz nach Troppau.
Die Wagen der ersten Serie wurden zwischen 1929 und 1934 modernisiert, wobei sie geschlossene Plattformen und stärkere Fahrmotoren erhielten. In diesem Zustand waren sie bis zur Betriebseinstellung im Jahr 1956 im Einsatz.
Im Jahr 1940 erhielt das Straßenbahnsystem drei gebrauchte Beiwagen der Straßenbahn Görlitz.
Im Jahr 1949 übernahm die Straßenbahn Opava fünf gebrauchte Straßenbahntriebwagen von der stillgelegten Straßenbahn Jihlava, die nur für kurze Zeit eingesetzt wurden.
Nach der Stilllegung wurden die Wagen verschrottet oder an privat verkauft.

## Relikte

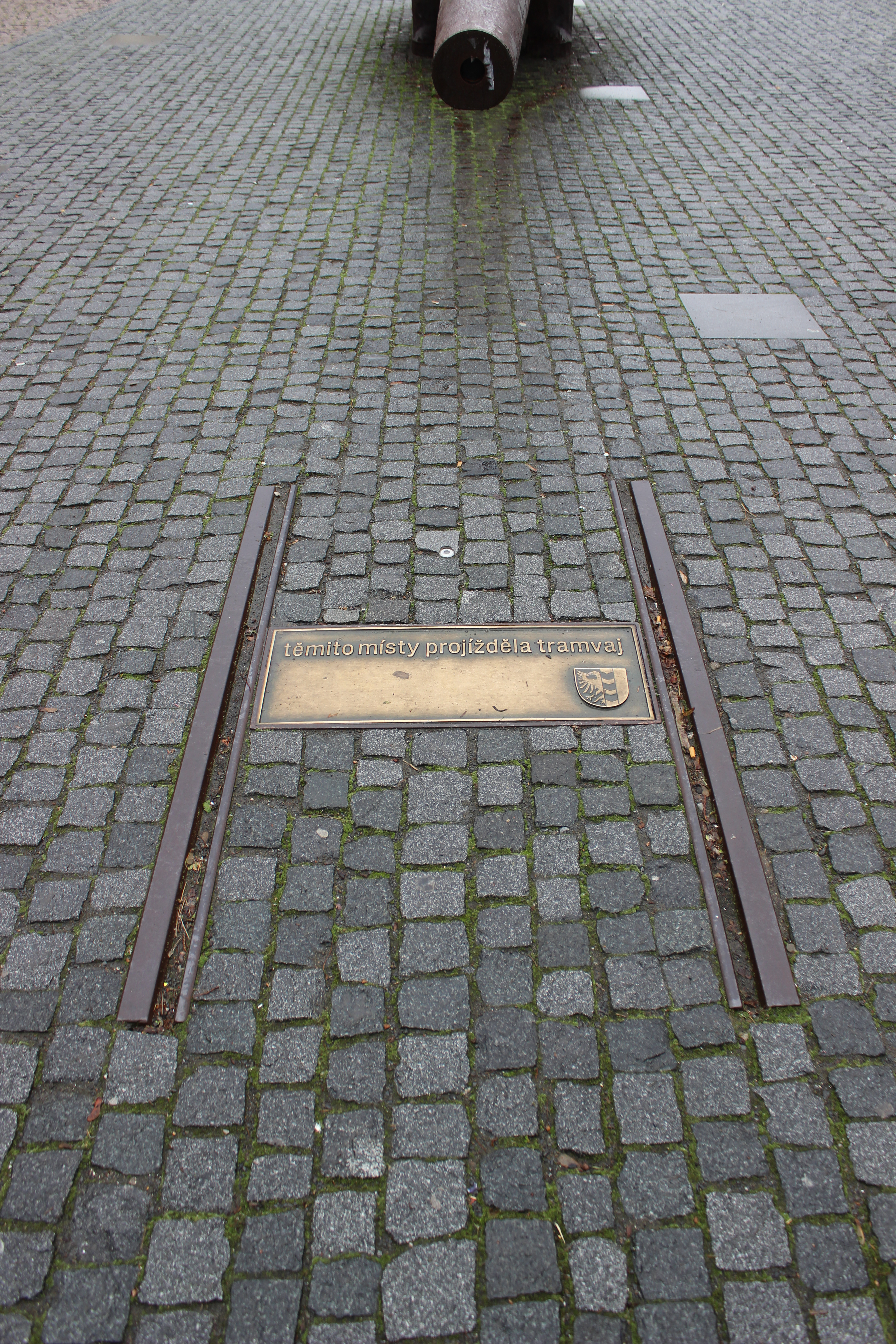
Erinnerungsgleis und Gedenktafel, Dolní náměstí

Von der Straßenbahn in Opava sind heute nur wenige Reste erhalten. Am Dolní náměstí (Niederring) wurde ein kurzer Abschnitt eines Erinnerungsgleises nebst einer Gedenktafel neu verlegt.
Aus den aufgefundenen Resten der Triebwagen 4 und 7 wurde ein Wagenkasten wieder aufgebaut und auf ein Fahrgestell mit 760 mm Spurweite gesetzt. Das mit der Nummer 7 beschriftete Fahrzeug befindet sich im O-Busdepot in Opava. Der Kasten von Wagen 13 – ein ehemaliges Fahrzeug aus Jihlava – befindet sich nach einer zwischenzeitlichen Nutzung als Gartenlaube in unrestauriertem Zustand in Jihlava. Dort bestehen Überlegungen, das Fahrzeug zu rekonstruieren und museal zu zeigen.